# Karshultasjön (Villstads socken, Småland)
Karshultasjön är en sjö i Gislaveds kommun i Småland och ingår i Nissans huvudavrinningsområde. Sjön är 15 meter djup, har en yta på 0,559 kvadratkilometer och är belägen 174,2 meter över havet. Sjön avvattnas av vattendraget Österån. Vid provfiske har abborre, gädda, mört och sutare fångats i sjön.

## Delavrinningsområde
Karshultasjön ingår i det delavrinningsområde (634802-135702) som SMHI kallar för Ovan 634805-135639. Avrinningsområdets medelhöjd är 180 meter över havet och ytan är 22,69 kvadratkilometer. Det finns inga delavrinningsområden uppströms utan avrinningsområdet är högsta punkten. Österån som avvattnar avrinningsområdet har biflödesordning 3, vilket innebär att vattnet flödar genom totalt 3 vattendrag innan det når havet efter 92 kilometer. Delavrinningsområdet består mestadels av skog (78 procent). Avrinningsområdet har 0,95 kvadratkilometer vattenytor vilket ger det en sjöprocent på 4,2 procent.